# Лесное (Лутугинский район)
Лесное (укр. Лісне) — посёлок в Лутугинском районе Луганской области Украины. Под контролем самопровозглашённой Луганской Народной Республики. Входит в Волнухинский сельский совет.

## География
Посёлок расположен на левом берегу реки Сухой (приток Ольховой, бассейн Северского Донца). Соседние населённые пункты: город Лутугино и пгт Успенка на севере, сёла Круглик на юго-западе, Ореховка и Шелковая Протока на юге, Волнухино, Новофёдоровка, Верхняя Ореховка на востоке, Глафировка, а также посёлок Ключевое, на северо-востоке. Не путать с одноимёнными населёнными пунктами в Луганской области: посёлок Лесное, подчинённый Антрацитовскому городскому совету, село Лесное, подчинённое Краснолучскому городскому совету.

## Население
Население по переписи 2001 года составляло 378 человек.

## Общие сведения
Почтовый индекс — 92041. Телефонный код — 6436. Занимает площадь 5,326 км².

## Местный совет
92031, Луганская обл., Лутугинский р-н, с. Новофёдоровка, ул. Советская, 23; тел. 99-2-60